# Josef Krieger (Maler)
Josef Krieger, auch Joseph Krieger (* 10. März 1848 in Salzburg; † 10. März 1914 in Zürich) war ein österreichischer Landschafts- und Panoramamaler.

## Leben
Krieger lebte nach einer Ausbildung an der Kunstakademie in Wien seit 1873 in München. Er nahm mit seinen Landschaftsbildern an den Künstlerhaus-Ausstellung 1872 in Wien, 1878 an der großen Lübecker Kunstausstellung und 1879 an der Ausstellung im Glaspalast München teil. Er unternahm im Jahr 1885 eine Studienreise nach Palästina, wurde anschließend gemeinsam mit Josef Block und Johann Adalbert Heine Assistent des Münchner Malers Bruno Piglhein und arbeitete an dessen Panoramabild Kreuzigung Christi mit. Krieger war mit derartigen Arbeiten vertraut, da er bereits vorher bei Louis Braun an dessen Panoramabild Schlacht bei Weißenburg mitgewirkt hatte.
1887 unternahm Krieger eine ausgedehnte Studienreise durch Norwegen. Als Ergebnis dieser Reise entstand ab 1888 in Berlin das so genannte Berliner Nordlandpanorama. Einige Jahre später ging Krieger als Assistent ins Atelier des Malers Gebhard Fugel und half mit, dessen Panorama Kreuzigung Christi (ca. 1906 für Altötting) zu realisieren.
Krieger starb an seinem 66. Geburtstag in Zürich.

## Werke (Auswahl)
- 1879 Windbruch im Hochwalde
- um 1885: Ansicht von Bethlehem
- um 1885: Ansicht von Jerusalem

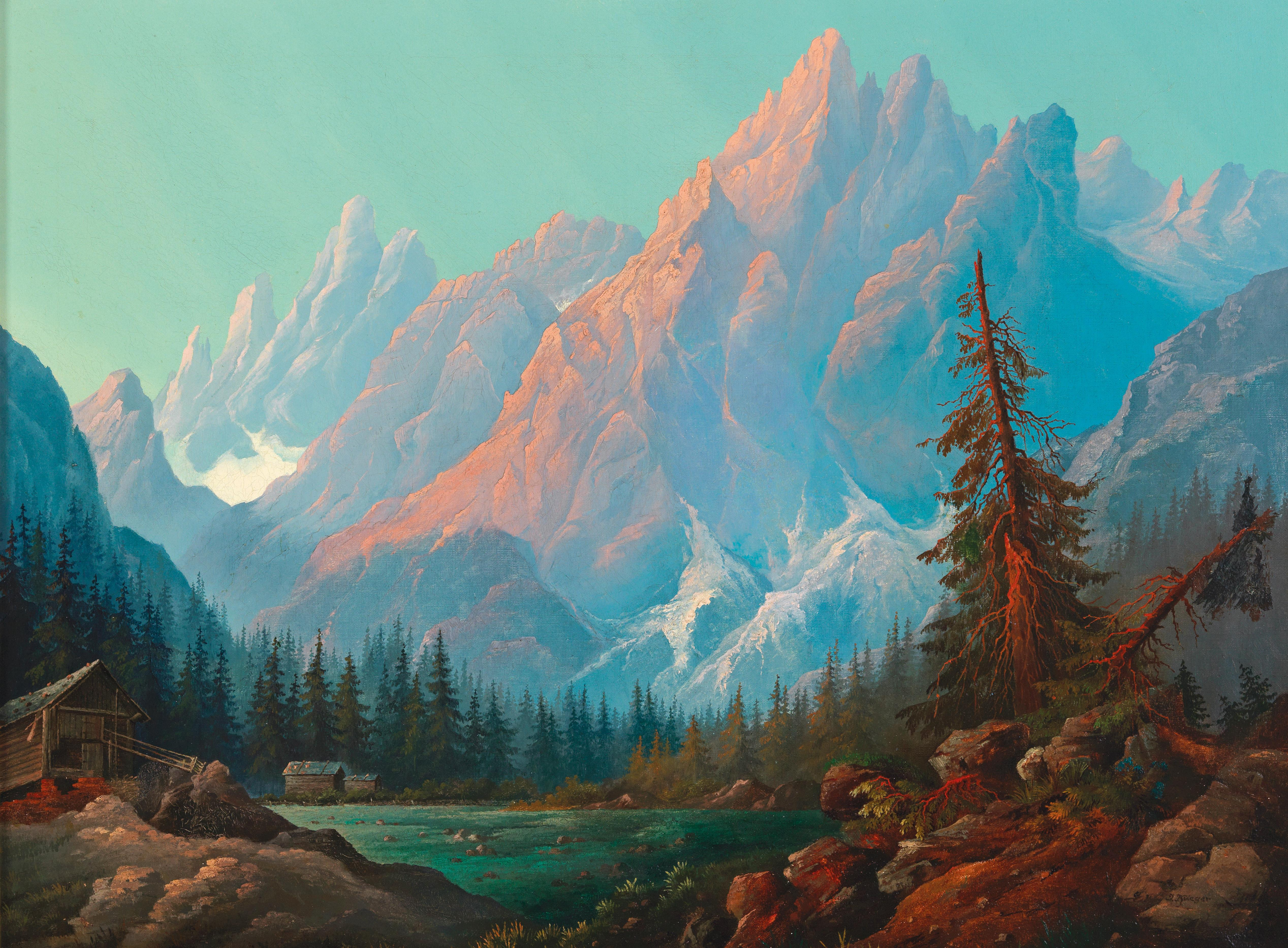
Hochgebirge mit Firn und See

- Spitzbergen bei Nordlicht (Großes, für das Berliner Nordlandspanorama ausgeführtes Diorama, nach Studien aus dem Sommer 1888 auf Spitzbergen)
- Winterlandschaft und Gewittersturm (Federzeichnungen, angeboten am 9. November 1892 in Bangel’s Frankfurter Kunstauktion)
- Felsenschlucht mit Wasserfall (Ölstudie, Helbing’s Münchner Kunstauktion am 28. März 1893)
- Schlacht bei Sedan (Schlachtenbild)